# Carlisle Castle
Carlisle Castle er en middelalderborg i Carlisle i det engelske county Cumbria ved Hadrians mur. Borgen blev opført af Vilhelm Erobrerens søn, Vilhelm 2. af England, og er over 900 år gammel. Den har spillet en stor roller i flere dele af Storbritanniens historie, bl.a. pga. dens placering tæt på grænsen mellem England og Skotland, hvor den har været centrum for flere invasioner og krige. Under jokobitteroprøret i 1745-6 blev Carlisle den sidste engelske fæstning, der blev belejret.
Borgen blev Scheduled Ancient Monument den 7. august 1996.
I dag drives den af English Heritage og er åben for offentligheden. Indtil 2006 var den hovedkvarter for King's Own Royal Border Regiment. Det er nu county-hovedkvarter for Duke of Lancaster's Regiment, og der er regimentsmuseum på fæstningen.